# Scott Steed
Scott Raymond Steed (* 30. Oktober 1957 in Grand Rapids (Michigan); † 26. März 2020 in Seattle) war ein US-amerikanischer Jazzmusiker (Kontrabass).

## Leben und Wirken
Steed war während seiner Zeit auf der East Kentwood High School in mehreren Musikgruppen aktiv; in dieser Zeit besuchte er zudem das Blue Lake Fine Arts Camp, wo er ausgewählt wurde, mit anderen Musikern in Europa aufzutreten. Nachdem Steed die Highschool abgeschlossen hatte, begann er als professioneller Musiker zu arbeiten.
1983 entstanden erste Aufnahmen mit dem Saxophonisten Don Weed  (Without a Song). 1985 wurde er Bassist im Horace Silver Quintet (ohne jedoch an Aufnahmen mitzuwirken); außerdem nahm er in diesen Jahren bei Aufnahmen von Mark Murphy, Kitty Margolis, Tee Carson, Rebecca Parris & The Kenny Hadley Big Band sowie Eddie Duran auf.
Von 1993 bis 1998 trat Steed mit dem Sänger Joe Williams auf. Von 2001 bis 2011 war er Bassist und musikalischer Leiter der Begleitband von Diane Schuur; zu hören ist auf Schuurs Album Some Other Time (Concord, 2007, mit Randy Porter, Dan Balmer und Reggie Jackson). Im Bereich des Jazz war er laut Tom Lord zwischen 1983 und 2017 an 21 Aufnahmesessions beteiligt, u. a. auch mit Rebecca Kilgore, Barbara Lusch, Dick Titterington, zuletzt mit der Michael Waldrop Big Band.
Des Weiteren unterrichtete er beim Travelling Clinician Program des Monterey Jazz Festivals und war als Dozent sowohl an der Eastern Washington University als auch am Whitworth College in Spokane (Washington) tätig. Er starb im März 2020 im University of Washington Medical Hospital in Seattle.